# Больница Красной горки (Рига)
Больница Красной горки (нем. Heilanstalt Rothenberg, латыш. Sarkankalna slimnīca) — психиатрическая больница в Риге, действовавшая в 1862—1942 гг.

## История
В 1862 году рижский врач Грегор Брутцер приобрёл несколько участков земли на бывшем сахарном заводе в районе Красная Двина и открыл собственную лечебницу для душевнобольных. В первые годы больница была рассчитана на 20 пациентов — 12 мужчин и 8 женщин, однако в действительности их было меньше. К 1871 году число пациентов возросло до 42, однако большинство из них составляли малоимущие, так что больница не приносила Брутцеру коммерческой выгоды. В 1872 году он продал больницу городским властям за 52000 рублей, сохранив должность главного врача. Для реабилитации пациентов в 1879 году при больнице был сооружён кегельбан, затем теннисный корт. К концу 1887 года в больнице находилось 250 пациентов. В 1888 и 1889 годах были построены два новых каменных корпуса, на 50 пациентов каждый, и административный корпус (архитектор Генрих Шель). В 1889 году под наблюдением руководителя городского садового управления Георга Куфальдта был разбит больничный парк. В 1910 году свечи и керосиновые лампы в больнице были заменены электрическим освещением.
В независимой Латвии больница продолжала расти и развиваться под руководством Германа Будула, возглавившего её после того, как предыдущий директор был уволен в 1919 г. за недостаточное знание латышского языка. В 1937 г. в больнице работало 6 врачей, а число пациентов возросло до 900. После немецкой оккупации 29 января 1942 г. в Бикерниекском лесу было расстреляно 368 пациентов, а на месте больницы был открыт военный госпиталь вермахта. Директор Будул был обвинён оккупационными властями в том, что он распустил из больницы часть больных, чтобы спасти их от уничтожения.
По окончании Второй мировой войны на территории больницы в 1946 года был открыт Рижский научно-исследовательский институт ортопедии и восстановительной хирургии, часть территории отошла городской туберкулёзной больнице.

## Директора больницы
- Грегор Брутцер (1862—1883)
- Теодор Тилинг (1883—1913)
- Юлиус Шрёдер (1913—1919)
- Херманис Будулс (1919—1942)